# Padraic Colum

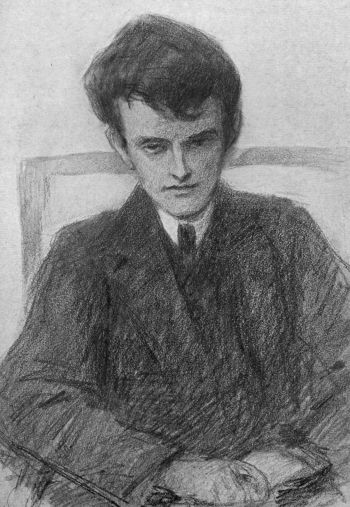
Padraic Colum.

Padraic Colum (Condado de Longford, 8 de dezembro de 1881 — Enfield, 11 de janeiro de 1972) foi um poeta, romancista, dramaturgo, biógrafo e pesquisador do folclore irlandês. Foi uma das figuras-chave da Renascença Céltica.

## Obras escolhidas
- (1902) The Saxon Shillin' (peça)
- (1903) Broken Sail (peça)
- (1905) The Land (peça)
- (1907) Wild Earth (livro)
- (1907) The Fiddlers' House (peça)
- (1910) Thomas Muskerry (peça)
- (1917) Mogu the Wanderer (peça)
- (1918) The Children's Homer (romance)
- (1920) Children of Odin: Nordic Gods and Heroes
- (1921) The Golden Fleece and the Heroes Who Lived Before Achilles (romance), ilustrado por Willy Pogany
- (1916) The King of Ireland's Son (coletânea)
- (1923) Castle Conquer (romance)
- (1937) The Flying Swans (romance)
- (1937) The Story of Lowry Maen (poema épico)
- (1929) Balloon (peça)
- (1958) Our Friend James Joyce (memórias, com Molly Colum)

Como editor:
- (1922) Anthology of Irish Verse

### Impressas
- BLEILER, Everett (1948). The Checklist of Fantastic Literature. Chicago: Shasta Publishers. 82 páginas
- IGOE, Vivien. A Literary Guide to Dublin. ISBN 0-413-69120-9

### Online
- «Biografia resumida» (em inglês)